# Alfaro cultratus
Alfaro cultratus es un pez de agua dulce de la familia de los pecílidos en el orden de los ciprinodontiformes.

## Morfología
Los machos pueden alcanzar los 6 cm de longitud total y las hembras los 8 cm.

## Distribución geográfica
Se encuentran en Centroamérica: Costa Rica, Panamá y Nicaragua.